# Castorini
I castorini sono una branca dello scautismo rivolta ai bambini e alle bambine di età solitamente compresa tra i 5/6 e i 7/8 anni. Nasce in Canada all'inizio degli anni '70, nel tentativo di contrastare il calo delle iscrizioni ed è stato poi adottato da alcune altre associazioni scout nel mondo.

## Principi del Castorismo
Già in questa età i castorini entrano nella Grande Famiglia degli Scout e imparano lo spirito di fratellanza dello scautismo ed il rispetto per ogni creatura vivente. Il castorino impara giocando, fa amicizia, sviluppa la sua creatività e fantasia, inizia ad apprendere alcune semplici tecniche scout ed entra in contatto con la natura ed il territorio in cui vive. Compiuti i 7/8 anni, i castorini diventano lupetti o coccinelle. I castorini sono una branca dello scautismo poco diffusa in Italia. Nel mondo invece sono numerosi gli stati dove i castori sono oggi una branca ufficiale o lo sono stati in passato.
Nel mondo, il termine più diffuso è "Beaver Scout" nelle associazioni scout (anche se molte associazioni hanno preferito adattamenti del nome e dell'ambientazione alla cultura locale, come i "Joeys" in Australia) e "Rainbow Guides" nelle associazioni di guide (ma la terminologia delle guide per questa branca ha ancor più varianti che gli scout).
Nessuna associazione riconosciuta di lingua italiana ha una branca castorini. Alcuni gruppi AGESCI, tuttavia, hanno fondato un'associazione parallela, l'Associazione Italiana Castorini (AIC), che è ad oggi la più numerosa realtà italiana di castorismo.
La branca castorini è inoltre presente in diverse associazioni non riconosciute, alcune delle quali vengono descritte di seguito.
In alcune piccole associazioni vi sono branche equivalenti ai castorini ma con nomi differenti (es. "Scoiattoli").

## Castorini nell'AIC (Associazione Italiana Castorini)
L'Associazione Italiana Castorini (AIC) viene fondata nel 1987 da quattro gruppi scout che già avevanol iniziato questa esperienza. Nel 2009 ha proposto all'AGESCI stessa di fondersi con essa, per formare una quarta branca. La proposta fu bocciata, ma nel 2012 è stato siglato dalle due associazioni un protocollo di intesa che riconosce l'interesse dell'Agesci e formalizza i rapporti fra le due. Nel 2024 il Protocollo di Intesa è stato rinnovato.
L'AIC dichiara di avere 108 "colonie" di castorini, tutte legate a gruppi Associazione Guide e Scouts Cattolici Italiani (AGESCI).
Nonostante lo scopo dichiarato dell'associazione sia promuovere il castorismo nell'Agesci, hanno fatto parte dell'AIC anche colonie legate ad altre associazioni di lingua italiana.

## Castorini nella FederScout
Nella FederScout esistono da anni numerose associazioni aventi nel loro statuto ufficialmente la branca Castorini. Primi fra tutti i Giovani Esploratori Sardi (A.G.E.S.), che sono stati i pionieri del castorismo nella FederScout e fra i pionieri del castorismo italiano. Grazie al lavoro di alcuni capi dell'AGES il metodo castorini canadese è stato adattato alla realtà scout italiana. Il castorismo elaborato dall'AGES è stato poi insegnato e divulgato alle altre associazioni della FederScout, soprattutto attraverso i corsi di formazione tenuti annualmente nella Scuola Capi della FederScout. Altri soci FederScout che hanno oggi una branca castorini sono il GEL, l'Associazione Scout Nautici "Antares", l'A.S.I.-Scout, l'AGI.SCOUT, il Gruppo Scout Indipendente Vicenza, l'Associazione Scout Villacidro Madonna del Rosario, B.S.I., A.G.E.A., ASSG Trieste, Am.I.S. Trieste.

### Legge, Patto e Motto
I castorini, secondo tutta la tradizione scout, hanno una loro Legge, un loro Patto (l'equivalente della promessa per le altre branche) e un loro Motto.
Legge: 
1. Il castoro è felice insieme agli altri.
2. Il castoro gioca, canta e lavora.

Patto:
Desidero: 
- amare la famiglia e gli altri
- osservare la Legge della colonia
- fare bene ogni cosa

Motto: "INSIEME"
Legge, Patto e Motto variano leggermente di sfumatura nelle diverse Associazioni, ma mantengono comunque i principi fondamentali espressi.

### Fini della branca
- sviluppare al massimo le potenzialità del/la bambino/a in tutti i campi (fisico, manuale, espressivo, spirituale...), valorizzandone la grande ricchezza tipica di questa età e salvaguardandone la creatività e la spontaneità ancora così fresche;
- sviluppare una consapevolezza della presenza e dell'amore di Dio, attraverso la testimonianza e l'amore degli adulti che vivono con il/la bambino/a;
- sviluppare un contatto profondo e vitale con la natura;
- attuare una “iniziazione” allo spirito comunitario, aiutando la progressiva socializzazione del/la bambino/a e la scoperta delle “regole del gioco” necessarie per stare insieme e della gioia e sicurezza che il gruppo può dare;
- individuare le caratteristiche di ognuno, per aiutare il/la bambino/a ad iniziare precocemente, in quest'età ancora così plasmabile, la sua “autoeducazione”, cioè il lungo lavoro della costruzione del proprio carattere e della propria personalità;
- mantenere vivo, prima e durante il primo impatto con la realtà scolastica, il gusto della scoperta, dell'imparare giocando, del fare con le proprie mani.

### Metodo
Il castorismo utilizza il metodo educativo scout ed è pensato come inserito nel discorso più generale e in previsione del suo proseguimento nell'età successiva nella Branca Lupetti/Coccinelle. L'ambiente fantastico è quello del “Bosco”, tratto dal libro “Il Bosco delle Meraviglie” di Tony Wolf e quello più specifico di “Colonia”, tratto dal libro “Gli Amici del Bosco”, un adattamento di due libri: 
“Friends of the Forest” ed. Scout of Canada e “Grogh: storia di un castoro” di A. Manzi ed. Bompiani.

### Il Saluto
Il saluto del castorino è Buona Nuotata ed il gesto eseguito con la mano destra riproduce il movimento fatto dal castoro con gli incisivi quando rosicchia. Esistono inoltre dei saluti eseguiti in particolari momenti delle attività (i.e. il saluto di fine riunione) o in occasioni speciali. Il "Grande Ciak" è un saluto eseguito da tutta la colonia, simile al Grande Urlo del branco e viene effettuato solo durante alcune cerimonie importanti (Patto, cambio delle code...) o attività molto rilevanti. Il saluto può anche essere Crunk Crunk!

### La Colonia
I castorini sono riuniti in unità denominate colonie, costituiti da due o più capanne (gruppetti di solito composti da 5-6 castorini di differenti età; in una stessa capanna stanno castorini e castorine). La colonia può raggiungere un minimo di 10 e un massimo di 20-24 castorini in rapporto ai capi (almeno uno per capanna). La colonia è diretta da un Capo Colonia (Doc), coadiuvato da uno o più vice, insieme costituiscono la direzione di colonia, tutti assumono nomi del bosco (Doc, Gym, Fiordaliso, Tic Tac, Malak, Orchidea, Albicocca, Pigna Secca, Gnomo Mago, Ape, Formica, Zenzero, Peperino, ecc.). La colonia prende il nome di un bosco (es. Bosco Felice, Bosco Incantato, ecc.) e le capanne vengono chiamate come frutti o piante del bosco (mirtilli, lamponi, funghi, ecc.). L'urlo di capanna va effettuato cominciando dal capo capanna, che fa un passo in avanti e grida il nome della sua capanna. Il resto della capanna risponde ripetendo il nome della capanna. I castori non salutano durante l'urlo come viene fatto nelle altre branche.

### Il Grande Fiume
Il Grande Fiume rappresenta il percorso del castorino, come accade con la Rupe del Consiglio per i lupetti. Il Grande Fiume è presente in ogni Diga (sede), viene riprodotto su un cartellone o dipinto e lungo le sue anse sono disposti i nomi dei castorini, in base alla loro coda. La progressione dei castorini è basata sull'età del bambino (non ci sono delle prove da superare, dei compiti da svolgere o dei meriti da conseguire). Il pelo del castoro si scurisce con il passare degli anni ed allo stesso modo i castorini vedono la loro progressione nella colonia come una crescita naturale compiuta da tutti i castorini. La crescita dei castorini è scandita dai cambi della coda, delle cerimonie in cui i castori della stessa età ricevono una coda del colore corrispondente al livello di progressione raggiunto.
I livelli sono i seguenti:
| Livello             | Età    | Coda       | Motto     | Periodo          |
| cucciolo            | 5 anni | senza coda | scoprire  | dicembre/gennaio |
| castoro giovane     | 5 anni | bianco     | imparare  | aprile           |
| castoro costruttore | 6 anni | grigio     | costruire | dicembre/gennaio |
| castoro esploratore | 6 anni | fulvo      | esplorare | aprile           |
| castoro laborioso   | 7 anni | marrone    | fare      | dicembre/gennaio |
| castoro saggio      | 7 anni | nero       | aiutare   | aprile           |

## Castorini in ASSISCOUT
In ASSISCOUT (Associazione Scout Laica e Pluralista) la Branca Castorini è una delle branche ufficiali dell'associazione. Posta all'inizio nel cammino scout, la branca castorini rappresenta il primo ambiente dove il bambino inizia a vivere la propria Progressione Personale Scout attraverso la quale, di branca in branca, si tenderà ad uno sviluppo equilibrato ed integrale della persona nella sua dimensione fisica, etica e civica.
Per quanto riguarda i castorini possiamo delineare alcuni obiettivi minimi che il bambino dovrà conseguire durante la sua permanenza in colonia:
- Dimensione fisica: conoscere il proprio corpo, rapportarsi con lo spazio, acquisire sicurezza nella manualità e nei movimenti
- Dimensione etica: imparare a vivere nel gruppo e a relazionarsi, imparare a rendersi utili, abbozzare una prima scala personale di valori
- Dimensione civica: imparare il valore delle regole e il concetto di democrazia

In quest'ottica il lavoro svolto nella branca non deve essere considerato una semplice forma di animazione finalizzata ad intrattenere il bambino con giochi fine a sé stessi, ma come un progetto educativo organico che si proponga un suo sviluppo completo ed equilibrato.
Il "Manuale del Capo Colonia" di quest'associazione è disponibile a chiunque (vedi nei Collegamenti esterni).

### Patto del Castorino
Desidero essere un buon Castorino e rispettare le Regole della Colonia

### Regole della Colonia
1. Il Castorino è felice assieme agli altri
2. Il Castorino gioca, canta, lavora e rispetta la natura

### Motto
Insieme

### Saluto
Buona Nuotata
Il saluto dei castorini va fatto con la mano destra, mettendo il pollice sopra l'anulare e mignolo ad indicare l'unità della colonia e l'impegno del castorino più grande ad aiutare il castorino più piccolo, mentre indice e medio assumono la forma dei denti del castoro. Il saluto va accompagnato dalle parole: "Buona nuotata!"

### Progressione personale
La progressione personale si basa esclusivamente sull'età anagrafica ed è rappresentata dal colore della coda di castoro in panno secondo la seguente tabella:
1. Coda BIANCA fino a 6 anni
2. Coda GRIGIA dai 6 anni ai 6 anni e mezzo
3. Coda FULVA dai 6 anni e mezzo ai 7 anni
4. Coda MARRONE dai 7 anni ai 7 anni e mezzo
5. Coda NERA dai 7 anni e mezzo all'entrata in branco

### Organizzazione della Colonia
La branca castorini è costituita da unità denominate "Colonie" integrate territorialmente nei gruppi. Una colonia non può comprendere più di 25 castorini. Ogni colonia assume un nome di fantasia legato alla vita o alle caratteristiche dei castori. Ogni colonia è guidata da un capo colonia designato dalla comunità capi del gruppo di appartenenza; ad esso si affiancano con funzioni di aiuto capo, altre persone, capi o rover in servizio oppure dei genitori, adeguatamente preparati allo scopo e che abbiano ottenuto parere favorevole alla presenza in colonia da parte della comunità capi su proposta del capo colonia. All'interno della colonia i bambini sono raggruppati in gruppi di età eterogenea chiamati "capanne" e denominate con il nome di un frutto. Ogni capanna può comprendere un massimo di 5 o 6 bambini ed è raccomandata la presenza di un adulto ogni 5 bambini oltre al capo colonia.

## Castorini nella nuova ASCI
La branca castorini è presente nell'ASCI - Esploratori d'Italia (la "Nuova ASCI", quella fondata nel 1997, da non confondere con la vecchia ASCI, che ovviamente non aveva castorini). I castorini sono bambini e bambine dai 5/6 ai 7/8 anni che si riuniscono in una unità denominata "Colonia" e suddivisa in "Dighe" composte da massimo 4 bambini. 
I castorini vivono una prima forma di scautismo attraverso l'ambiente fantastico descritto nel libro de "Le Avventure della Diga Nord" di Bruno Cirillo. Il Motto della colonia dei castorini è: Imparo a fare e ciò regola tutte le attività, prettamente di ordine manuale ed espressivo, che essi svolgono in osservanza alla loro Legge che vuole che Il castoro lavora con gioia e che questa gioia si manifesti perché Il castoro vuole bene a tutti. Durante la vita in colonia il castorino gioca e cresce fino ad arrivare ad un grado di maturazione, in relazione alla età, sul quale fondare una coscienza propria in base alla quale è in grado di pronunciare un vero impegno attraverso la manifestazione di una propria Promessa. 
La Promessa dei castorini è la seguente: Con l'aiuto di Dio prometto di osservare la legge ed il motto del castoro. Similmente a ciò che avviene nella vita il castorino cresce in età ed esperienza, spunta il 1º Dente e mano a mano che la crescita avanza le competenze saranno tali, con il 2º Dente, da raggiungere a seconda dei diversi gradi di maturazione, anche la capacità di aiutare gli altri, fino alla completa autonomia dai Vecchi Castori allorché con la venuta coda, che diventa il suo punto forte, arriva anche il momento di salire al branco.
Anche l'ASCI-Esploratori e Guide d'Italia (fondata il 28 settembre 2008 da gruppi staccatisi dall'associazione di cui sopra) ha mantenuto la branca castorini ed il relativo metodo.

## Altre associazioni
Hanno una branca castorini anche l'associazione "Gei Puglia" e l'associazione "Vega Scouts".
L'ex Gruppo Pescara 1° FSE aveva, unico caso fino a quel momento nella FSE italiana, una branca di questa fascia d'età. Questa branca, pur seguendo un metodo simile a quello di altre branche di età simile, non usa il nome canadese di "Castorini", preferendogli quello di "Scoiattoli". Tale gruppo, dopo l'uscita dalla FSE, è oggi un'associazione autonoma (Associazione Gruppo Scout Pescara 1° "Spirito Santo"), aderente alla CISC (Confederazione Italiana Scautismo Cristiano).
Anche un'altra associazione aderente alla CISC, l'Associazione Gruppo Scout Pescara 2° "Sacro Cuore di Gesù", ha oggi una Branca Scoiattoli.